# Zachary Pangelinan
Zachary James Pangelinan (né le 16 juin 1988 à Hagåtña) est un footballeur guamanien, jouant actuellement au Guam Shipyard de 2005 à 2008. Il est international guamanais et est le meilleur buteur national avec 11 réalisations. Il est également international américain de rugby à XV, obtenant deux sélections en 2012, face à l'équipe des Tonga et la Roumanie.

## Clubs
- Football
  - 2004 :  Guam Under 18s
  - 2005–2008 :  Guam Shipyard
- Rugby à XV
  -  Old Mission Beach Athletic Club RFC
  -  Breakers de San Diego 2016
  -  Sabercats de Houston depuis 2017

## Palmarès
- Championnat de Guam de football :
  - Champion en 2004, 2005 et 2006